# ترولدومنگا
ترولدومنگا (به لاتین: Trölladyngja) یک آتشفشان سپری در ایسلند است که در Skútustaðahreppur واقع شده‌است. ترولدومنگا ۱٬۴۶۸ متر بالاتر از سطح دریا واقع شده‌است.